# Dança folclórica
Danças folclóricas são formas tradicionais de danças recreativas do povo. As danças sempre foram um importante componente cultural da humanidade e tem origens anônimas, passadas de geração para geração durante um longo período de tempo.
O folclore brasileiro é rico em danças que representam as tradições e a cultura de uma determinada região. Estão ligadas aos aspectos religiosos, festas, lendas, fatos históricos, acontecimentos do cotidiano e brincadeiras. As danças folclóricas brasileiras caracterizam-se pelas músicas animadas (com letras simples e populares) e figurinos e cenários representativos. Estas danças são realizadas, geralmente, em espaços públicos como praças, ruas e largos.
As danças folclóricas podem ser classificadas coreograficamente, conforme o número de participantes, em: solistas, quando existe um só dançador, como no frevo; de par enlaçado, como a valsa; de par solto, como a chimarrita, podendo haver aquelas em que o par se enlaça e se separa conforme as marcações, ex.: ciranda, quadrilha.
Algumas danças, como as primitivas, são de roda, pois nelas os participantes fazem roda, ficando o dançador ou o par no centro, como no caso do samba de roda ou batuque. Existem ainda as que, sendo de par, os pares giram em roda, no sentido contrário ao dos ponteiros do relógio, como o jongo. Existem também as de fileiras em que os dançarinos se colocam uns atrás dos outros em duas filas que se defrontam, como na dança de São Gonçalo.

## Principais danças folclóricas do Brasil
Samba de Roda
Estilo musical caracterizado por elementos da cultura afro-brasileira. Surgiu no estado da Bahia, no século XIX. É uma variante mais tradicional do samba. Os dançarinos dançam numa roda ao som de músicas acompanhadas por palmas e cantos. Chocalho, pandeiro, viola, atabaque e berimbau são os instrumentos musicais mais utilizados.
Maracatu
O maracatu é um ritmo musical com dança típico da região pernambucana. Reúne uma interessante mistura de elementos culturais afro-brasileiros, indígenas e europeus. Possui uma forte característica religiosa. Os dançarinos representam personagens (duques, duquesas, embaixadores, rei e rainha). O cortejo é acompanhado por uma banda com instrumentos de percussão (tambores, caixas, taróis e ganzás).
Frevo
Este estilo pernambucano de carnaval é uma espécie de marchinha muito acelerada que, ao contrário de outras músicas de carnaval, não possui letra, sendo simplesmente tocada por uma banda que segue os blocos carnavalescos enquanto os dançarinos se divertem dançando. Os dançarinos de frevo são, geralmente, um pequeno guarda-chuva colorido como elemento coreográfico.
Bumba Meu Boi
Essa dança folclórica, conhecida em outras regiões brasileiras como boi-bumbá, tem sua origem no Piauí e no Maranhão, e é típica do norte e do nordeste. O Bumba Meu Boi possui uma origem diversificada, pois apresenta traços das culturas: espanhola, portuguesa, africana e indígena. Além disso, o Bumba Meu Boi é uma dança na qual a representação teatral é um fator marcante, posto que a historia da vida e da morte do boi é declamada enquanto os personagens realizam suas danças.

#### Búfalo-Bumbá

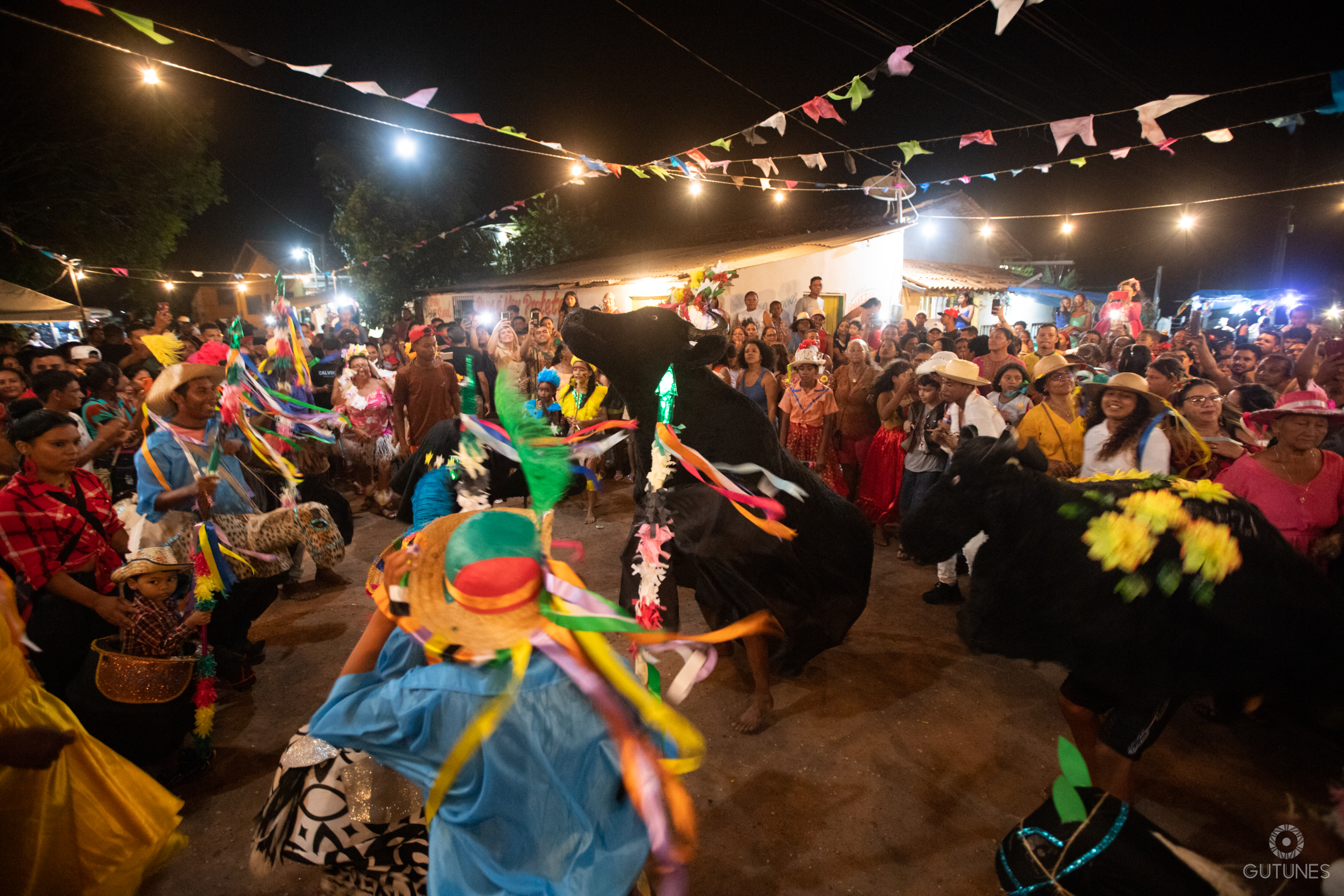
Búfalo-Bumbá de Mestre Damasceno. Salvaterra, Ilha de Marajó, Pará. Foto: Guto Nunes.

O Búfalo-Bumbá de Mestre Damasceno é uma manifestação cultural que acontece todos os anos na cidade de Salvaterra, na Ilha de Marajó, estado do Pará. A manifestação popular surgiu em 1973, quando Mestre Damasceno colocou o 1º Boi-Bumbá da carreira, chamado “Estrela de Ouro”. Desde então, muitos outros bois-bumbás vieram, entre nascimentos, batizados, mortes, ressurreições e retornos de bois fugidos. Apenas em 2012 veio o nome "Búfalo-Bumbá", apesar de já utilizar o afigurado do Búfalo há muitos anos. Mestre Damasceno teve sua obra artística declarada como patrimônio cultural de natureza imaterial do Estado do Pará em 2023.
Jongo
Dança folclórica de origem africana, em alguns lugares conhecida pelo nome "caxambu". O jongo é uma dança da zona rural, acompanhada de instrumentos de percussão, e muitas vezes considerada uma variante do samba.
Baião
Ritmo musical, com dança, típico da região nordeste do Brasil. Os instrumentos usados nas músicas de baião são: triângulo, viola, acordeom e flauta doce. A dança ocorre em pares (homem e mulher) com movimentos parecidos com o do forró (dança com corpos colados). O grande representante do baião foi Luiz Gonzaga.
Catira
Também conhecida como cateretê, é uma dança caracterizada pelos passos, batidas de pés e palmas dos dançarinos. Ligada à cultura caipira, é típica da região interior dos estados de São Paulo, Paraná, Minas Gerais, Goiás e Mato Grosso. Os instrumento utilizado é a viola, tocada, geralmente, por um par de músicos. A catira ou cateretê é uma dança folclórica, presente em vários estados brasileiros. Há controvérsias em relação à sua origem, entretanto, acredita-se que a catira contém influência indígena, africana, espanhola e portuguesa. Ela apresenta muitos elementos ligados à cultura caipira, sendo caracterizada pelo figurino dos dançarinos que acompanham o som das violas.
Quadrilha
É uma dança típica da época de festa junina. Há um animador que vai anunciando frases e marcando os momentos da dança. Os dançarinos (casais) usam camisas e vestidos xadrezes, chapéu de palha e fazem uma coreografia especial. A dança é bem animada, com muitos movimentos e coreografias. As músicas de festa junina mais conhecidas são: Capelinha de Melão, Pula Fogueira e Cai, Cai balão. 
1. ↑  «Mestre Damasceno coloca nas ruas de Salvaterra o seu Búfalo-Bumbá Junino; entenda a manifestação». O Liberal. Consultado em 13 de agosto de 2024
2. ↑  Oliveira, Daleth (19 de novembro de 2023). «Criador do Búfalo-Bumbá, mestre Damasceno tem obra reconhecida como patrimônio do Pará». Revista Cenarium. Consultado em 1 de julho de 2024
3. ↑  «Encantador de búfalos, Mestre Damasceno tem obra reconhecida como patrimônio cultural do Pará». Portal ALEPA. Consultado em 1 de julho de 2024
4. ↑  Online, DOL-Diário (22 de novembro de 2023). «Mestre Damasceno: obra torna-se patrimônio cultural do Pará». DOL - Diário Online. Consultado em 1 de julho de 2024